# What You See Is What You Sweat
What You See Is What You Sweat è un album della cantante soul statunitense Aretha Franklin, registrato nel 1991 per la Arista Records.

## Tracce
1. Everyday People – 3:50
2. Ever Changing Times (feat. duetto con Michael McDonald) (4:55)
3. What You See Is What You Sweat (4:24)
4. Mary Goes Round – 3:06
5. I Dreamed A Dream – 4:18
6. Someone Else's Eyes – 4:57
7. Doctor's Orders (feat. duetto con Luther Vandross) – 4:35
8. You Can't Take Me For Granted – 5:12
9. What did you give – 5:02
10. Everyday People (Single Remix) – 4:07

Durata totale: 35:07